# Iztlina venefica
Iztlina
Genre
Espèce
Iztlina venefica, unique représentant du genre Iztlina, est une espèce d'opilions laniatores de la famille des Stygnopsidae.

## Distribution
Cette espèce est endémique du Chiapas au Mexique. Elle se rencontre à Cintalapa dans les grottes Cueva del Arco et Cueva Ejidal.

## Description
Le mâle holotype mesure 4,5 mm.

## Genres de la sous-famille des Stygnopsinae
Selon World Catalogue of Opiliones (06/10/2021) :
- Chinquipellobunus Goodnight & Goodnight, 1944
- Hoplobunus Banks, 1900
- Isaeus Sørensen, 1932
- Iztlina Cruz-López & Francke, 2017
- Mexotroglinus Šilhavý, 1977
- Minisge Cruz-López, Monjaraz-Ruedas & Francke, 2019
- Panzosus Roewer, 1949
- Paramitraceras Pickard-Cambridge, 1905
- Philora Goodnight & Goodnight, 1954
- Sbordonia Šilhavý, 1977
- Serrobunus Goodnight & Goodnight, 1942
- Stygnopsis Sørensen, 1902
- Tonalteca Cruz-López & Francke, 2017
- Troglostygnopsis Šilhavý, 1974

## Publication originale
- Cruz-López & Francke, 2017 : « Total evidence phylogeny of the North American harvestman family Stygnopsidae (Opiliones : Laniatores : Grassatores) reveals hidden diversity. » Invertebrate Systematics, vol. 31, no 3, p. 317–360.